# Dual existence
《dual existence》是fripSide（第二期）的第17张单曲，于2020年8月19日由NBC环球娱乐发售。

## 概要
- 《dual existence》是TV动画《某科学的超电磁炮T》的第二个片头曲。
- 该单曲原定于2020年7月8日发行[3] ，受2019冠状病毒病疫情影响，TV动画《某科学的超电磁炮T》的放送时间表变更，导致其发行日期延期至2020年8月19日[4]。

## 收录曲目

### CD
1. dual existence
  - TV动画《某科学的超电磁炮T》 OP2
2. Reason to be here
3. dual existence(instrumental)
4. Reason to be here(instrumental)

### DVD （初回限定盘特典）
- 《dual existence》MV
- 《dual existence》MV Making
- TV动画《某科学的超电磁炮T》 MV for “dual existence”